# چیکریا
چیکِریا (به مجاری:  Csikéria) یک شهرداری در مجارستان است که در ناحیه باچ‌آلماش واقع شده‌است. چیکریا ۲۵٫۸۱ کیلومتر مربع مساحت و ۹۴۲ نفر جمعیت دارد.